# العيازر (الرجم)

تعديل مصدري - تعديل

العيازر هي إحدى قرى عزلة الذاري بمديرية الرجم التابعة لمحافظة المحويت، بلغ تعداد سكانها 264 نسمة حسب تعداد اليمن لعام 2004.
تعد قرية العيازر من القرى التاريخية التي يعود تاريخ بنائها إلى ما قبل الاسلام تتميز بمناخ معتدل طوال العام
تشتهر قرية العيازر حاليا بحصن اثري قديم يعود تاريخ بنائه إلى ٨٠٠هجريه يعود بناه لعلي بن اسماعيل بن حمزه بن رافع بن راشد العيزري 
يقع الحصن فوق جبل صخري شديد الانحدار من ثلاث جهات الجهه الغربيه والشمالية والشرقيه
كما يوجد جبل مقابل للجهه الشرقيه للحصن يفصل بينه وبين الحصن مرابط يسمى القطع 
يعلو الجبل نوبه يصل ارتفاعها إلى ١٢ متر عن الأرض يعود بناها إلى ما قبل تاريخ الحصن الحالي
يتخلل أسفل شرقي النوبه كهف يصل طوله إلى ١٣٠ متر يمر من الجهه الشرقيه إلى الجهه الشماليه لهذا الجبل 
أما عن الحصن فله بوابه رئيسيه تقع في الجهه الجنوبيه للحصن تعتبر هي الممر الوحيد النافذ إلى الحصن 
يوجد داخل الحصن سدود لحفظ مياة الأمطار كما يوجد شارع يسمى شارع الجمل 
والاهم من ذالك ما يوجد في الجهه الجنوبيه المقابله لبوابة الحصن قفلة آل راشد العيزري يعلوها مبنى بارز يرى للناضر من على بعد ٣٠كم فوق صخره حجرية يسمى درب بن راشد العيزري المكون من اربعه طوابق بابه من سطح الدور الثالث للقفله
هذا الدرب مبني فوق صخرة مشابهة لصخرة دار الحجر 
كما تقع الصخره فوق جبل شديد الانحدار ويوجد في الجهه الغربيه للقفله  سد مائي خاص بهذه القفله على مقربه من المنحدر الشاهق 
لذالك تعد قرية العيازر من القرى الاثريه القديمه الموجودة في محافظة المحويت مديرية الرجم عزلة الذاري 
يسكن القريه حاليا اربع أسر أسرة آل راشد  وآل صلاح وبيت ابو غانم الغول حالياً وبيت الحداد